# Colquencha (Dispersa)
Colquencha (Dispersa) (auch: Comunidad Colquencha oder Zona Chullumpiri) ist eine Streusiedlung im Departamento La Paz im Hochland des südamerikanischen Anden-Staates Bolivien.

## Lage im Nahraum
Colquencha (Dispersa) liegt im Kanton Colquencha südwestlich der Ortschaft Machacamarca im Municipio Colquencha in der Provinz Aroma auf einer Höhe von 3905 m.

## Geographie
Colquencha (Dispersa) liegt auf dem bolivianischen Altiplano zwischen den Anden-Gebirgsketten der Cordillera Occidental im Westen und der Cordillera Central im Osten. Die Region weist ein ausgeprägtes Tageszeitenklima auf, bei dem die mittleren Temperaturschwankungen im Tagesverlauf deutlicher ausfallen als im Jahresverlauf.
Die Jahresdurchschnittstemperatur der Region liegt bei 10 °C (siehe Klimadiagramm Colquencha), die Monatsdurchschnittstemperaturen schwanken nur unwesentlich zwischen 7 °C im Juni/Juli und knapp 12 °C im November. Der Jahresniederschlag beträgt etwa 500 mm, die Monatsniederschläge liegen zwischen unter 10 mm in der Trockenzeit von Mai bis August und 125 mm im Januar.

## Verkehr
Colquencha (Dispersa) liegt in einer Entfernung von 62 Straßenkilometern südsüdwestlich von La Paz, der Hauptstadt des Departamento La Paz.
Von La Paz aus führt die asphaltierte Nationalstraße Ruta 2 in westlicher Richtung nach El Alto, von dort 39 Kilometer nach Süden die Ruta 1 bis zur Ortschaft Vilaque Copata. Von dort aus gelangt man über eine unbefestigte Straße nach sieben Kilometern in westsüdwestlicher Richtung nach Machacamarca. Knapp zwei Kilometer jenseits des Zentrums von Machacamarca zweigt nach Südwesten eine Nebenstraße in Richtung Colquencha ab, und direkt hinter diesem Abzweig führt eine unbefestigte Nebenstraße zur Comunidad Colquencha.

## Bevölkerung
Die Einwohnerzahl der Agrargemeinde ist in dem Jahrzehnt zwischen den beiden letzten Volkszählungen rasant angestiegen:
| Jahr | Einwohner         | Quelle       |
| ---- | ----------------- | ------------ |
| 1992 | keine Detaildaten | Volkszählung |
| 2001 | 0                 | Volkszählung |
| 2012 | 752               | Volkszählung |
| 2024 |                   | Volkszählung |

Die Region weist einen hohen Anteil an Aymara-Bevölkerung auf, im Municipio Colquencha sprechen 92,5 Prozent der Bevölkerung Aymara.